# 达布蒂河
达布蒂河也作塔普提河，旧称塔皮河或达比河（英語：Tapi River，梵文：तापी）是印度中部的一条河流，发源自中央邦南部萨特普拉山脉南麓，向西流经马哈拉施特拉邦、古吉拉特邦，在古吉拉特邦的苏拉特注入阿拉伯海的坎贝湾。全长724公里。